# ジンクス
ジンクス（英語: Jinx）は、縁起の悪い言い伝え。さまざまなものがあり、生活に密着した教訓・習慣・法則の一つ。科学的根拠に基づかず、経験に基づき唱えられる場合が多いため、前後即因果の誤謬に陥っているものが少なくないが、近世になってから裏付けがとれたものもあり、全てが迷信と言いきれるわけではない。また、縁起担ぎに関するものでは類感呪術的な発想も多い。
語源は不鮮明だが、ギリシア語のイユンクス（Iynx, アリスイ。キツツキの一種）に起因するという説がある。アリスイは、自らの首を180度回転させ真後ろを向けられるため、不吉とされてきた背景があり、しばしば魔法と占いに用いられた。
なお、語義は「縁起が悪い」「運が悪い」など悪い意味であるが、日本においては良い縁起の意味でも使われることがある。

## 日本のジンクス

### 生活
- 忌み数[5] - 特定の数字（4や9など）が縁起が悪いとして忌避されるもの。当該記事を参照。
- 三代目が家を潰す。特に商家や同族経営の会社に対して。「売家を 唐様で書く 三代目」という川柳が江戸時代からある[6]。
  - 源氏将軍はこのジンクスに当てはまるが、逆に室町幕府足利将軍や江戸幕府徳川将軍では3代目がいずれも将軍家の安泰をもたらしている。
  - 尾崎不敬事件として政治問題になったこともある。
- 国鉄の機関車において、54形を名乗る機関車は、構造欠陥や整備難で早期廃車されてしまう（ED54形電気機関車（1926年）・C54形蒸気機関車（1931年）・DD54形ディーゼル機関車（1966年）・EF54形電気機関車（1932年））。

### 政治
- 知事経験者は他の都道府県の知事選に出馬しても勝てない - 1947年4月の第1回統一地方選挙で知事が公選制となり普通選挙で選出されるようになって以降、複数の都道府県で知事を歴任した人物はいない[注釈 1][7]。
- 選挙の月には宿泊施設の客が減る - ホテル・旅館業界の政治に絡むジンクス[8]
- FIFAワールドカップ直後の国政選挙は与党が敗れる[9]。
- セ・リーグで中日ドラゴンズが優勝すれば政変が起きる。また、その政変の年のパ・リーグはオリックスバファローズ（前身の阪急ブレーブス→オリックスブレーブス→オリックスブルーウェーブ時代を含む）は最下位になりやすい（後述）。
- 子年には政変が起きる[10]。
  - 1948年、片山哲内閣総辞職→芦田均内閣発足・総辞職→第2次吉田内閣発足。1960年、岸信介首相退陣→池田勇人内閣発足。1972年、佐藤栄作首相辞意表明→田中角栄内閣発足。1996年、村山富市首相退陣→橋本龍太郎内閣発足。2008年、福田康夫首相退陣→麻生太郎内閣発足。2020年、安倍晋三首相辞意表明→菅義偉内閣発足のように、戦後（1945年以降）の子年で7回中（2020年時点）、6回政権交代が発生している[10][11][12]。
  - なお、1984年は政権交代が発生しなかったが、政権与党である自民党内で権力闘争（二階堂擁立構想）が発生している[11]。
- 酉年には政変が起こる[13]。
  - 1921年には原敬暗殺事件、1933年には日本が国際連盟を脱退、1945年には第二次世界大戦が終結、1993年には自民党が初めて下野し政権喪失（細川内閣成立）、2005年には小泉郵政選挙、2017年には野党第一党だった民進党の立憲民主党などへの3分裂など、酉年には政治で異変が起こる[13][14][15][16]。
- 辰年には政変が起こる。
  - 2000年には小渕恵三が病気で倒れる。
  - 2012年には民主党から自民党への政権交代。
  - 2024年には岸田文雄が総裁選不出馬[注釈 2]。
- オリンピックが日本で開催された（または開催する予定だった）年は首相が退陣する[10][17]。
  - 1964年東京オリンピック：池田勇人は閉会式翌日に退陣を表明、11月9日に佐藤栄作に代わる（詳細）。
  - 1972年札幌オリンピック：佐藤栄作は大会終了の4か月後に退陣表明、田中角栄に代わる（詳細）。
  - 1998年長野オリンピック：橋本龍太郎は大会終了の5か月後に参院選で惨敗し、退陣を表明、小渕恵三に代わる（詳細）。
  - 2020年東京オリンピック
    - 安倍晋三は本来大会が開催される予定だった8月に退陣を表明、菅義偉に代わる（詳細）[11][12]。
    - また、2021年には大会終了の約3週間後かつ東京パラリンピック会期中の9月3日に菅義偉も同月開催の自民党総裁選挙に出馬しないことを表明、岸田文雄に代わる（詳細）。これにより、2年連続で首相が交代することになった[18][19]。

  - なお、1940年札幌オリンピックと東京オリンピック（いずれも1938年に開催権を返上、その後第二次世界大戦勃発により大会自体が中止）が開催される予定だった1940年には、現在と選挙制度及び政治体制の異なる大日本帝国憲法下ではあるが、1月に阿部信行率いる阿部内閣が総辞職、後任に米内光政が就任し米内内閣が成立したものの、米内内閣も7月に総辞職し近衛文麿による第2次近衛内閣が成立、1年に2人の首相が退陣している。
- 法務大臣経験者は総理大臣になれない[20]。ただし数日間の総理大臣兼任事例を除けば、司法大臣時代に山縣有朋、清浦奎吾、平沼騏一郎が総理大臣就任以前に務めている。司法/法務大臣経験者で総理大臣に手が届きそうな存在であったのは立憲政友会総裁の鈴木喜三郎、副総理経験者で自民党総裁選で健闘した石井光次郎、梶山静六がいる。また、谷垣禎一が総理候補の1人と言われつつも所属の党の党首となりながらも総理大臣にはなれなかった。その後、谷垣は法務大臣に就任し、怪我により政界引退した。
- 平成以降、2音姓の首相（うの、はた、もり、第1次あべ、かん、のだ、すが）が短命に終わる[21]。第2次安倍内閣で破られたが菅義偉内閣は再び短命となった。
- 1998年の第18回参議院議員通常選挙以降の9回の参院選のうち、神奈川県出身の小泉純一郎の下で行われた第19回参議院議員通常選挙・第20回参議院議員通常選挙を除く7回は、選挙時の首相がいずれも中国地方出身または選出。

- 平成期に寅年に行われた参院選では、いずれも首相の所属政党が議席を減らした[注釈 3]。なお、寅年かつ昭和最後の参議院議員通常選挙でもあった第14回参議院議員通常選挙では中曽根康弘の下自民党が圧勝、令和に入り岸田文雄の下で行われた第26回参議院議員通常選挙では自民党が改選単独過半数を獲得するなど与党の圧勝に終わり、前記のジンクスは平成期の2回のみとなった。

- 平成以降の12回の参院選のうち、前述の第19回・20回以外は、西日本出身または選出の首相の下で行われている（保守王国も参照）。
- 首相が内閣総理大臣公邸に居住すると短命政権になる。政治家自身が公邸では精神的に休まらないためという理由でもある。しかしこのジンクスは公邸に住まなかった菅義偉が約1年という短命政権に終わった一方で、次代の内閣総理大臣である岸田文雄が1000日を越える長期政権となり、破られた[22][23]。
- 東京都知事選挙は現職の候補者が必ず当選する。[24]
  - 1991年の選挙では対立候補に主要政党本部の推薦が出ていながらも、現職の鈴木俊一が当選した例がある[25]。
- 前原誠司の関わった政党は苦戦する[26]。

### 経済
- 日本の国運は近代以降40年周期で盛衰を繰り返している（国運40年周期説）[27][28]。また転換点となる年には上昇・下降のピークを象徴する事象が発生し、さらに各周期の20年目（転換点と転換点の丁度中間）前後には上昇・下降を勢いづける事象が発生する。
  - 半藤一利らが指摘した。なお1865年を起点とするか1868年を起点とするか、第3周期の終わりをプラザ合意の1985年とするかバブル崩壊の1991年 - 1992年とするかなど、年代設定には人によって多少のズレがある[29][30]。80年周期の天変地異として江戸時代にまで遡る説もある[31]。
    - 1865年 - 1905年：第1周期、上昇の40年。
      - 1865年、安政五カ国条約を勅許。数百年にわたり鎖国を続けた日本が開国。間もなく明治維新が始まり、近代化への道を歩む。1885年、内閣制度創設により初代総理大臣に伊藤博文が就任。1905年、日露戦争で日本が勝利。列強の一員となる。

    - 1905年 - 1945年：第2周期、下降の40年。
      - 1923年、関東大震災。1925年、治安維持法制定。1920年代末以降、世界恐慌、昭和恐慌、昭和農業恐慌などが発生。その後日中戦争、太平洋戦争へ突入。1945年、太平洋戦争に敗戦し、日本の帝国主義時代の終焉。同時に列強から脱落する。

    - 1945年 - 1985年、または1952年 - 1992年（半藤説、占領期を除いて1952年から再開する計算法[27]）：第3周期、上昇の40年。
      - 戦後復興、1955年から始まった高度経済成長によりアメリカ合衆国に次ぐ世界第2位の経済大国に。1964年にアジア初となる東京オリンピック、1970年に日本万国博覧会を相次ぎ開催し列強復帰を国際社会に印象付ける。1972年に沖縄返還。この頃より安定成長期に突入し、貿易黒字が大幅に増加しジャパン・アズ・ナンバーワンと呼ばれるほどの経済成長を果たす。1985年、プラザ合意締結。間もなくバブル景気を迎えるが、1991年に終焉。翌92年より経済成長率が急落する。

    - 1985年 - 2025年、または1992年 - 2032年（半藤説）?：第4周期、下降の40年。
      - 平成不況に突入し、経済成長率がさらに低下。阪神・淡路大震災（1995年）後の1990年代後半以降、失業率、犯罪件数、自殺率のいずれも大きく悪化し、完全失業率と犯罪件数は2002年、自殺者数は2003年に戦後史上最悪となる。2005年、戦後初めて死亡数が出生数を上回り（人口の自然減）、2008年には日本の総人口がピークに達し本格的な人口減少社会に突入する。同時期世界金融危機が発生し、2008年から新型インフルエンザ大流行の2009年には主要国の中でも特に大きなマイナス成長を記録。2011年に東日本大震災、世界第2位の経済大国の座を中華人民共和国へ明け渡した。1992年 - 2012年の20年間で名目GDPは0.9%縮小した[32]。

  - この原因について、上下のピーク時における50代後半（55 - 59歳、その時代の指導層）が育った時代の影響が指摘されている。日露戦争のころの指導者は幕末に10代後半で外国のおそろしさを知っていたため慎重だったが、太平洋戦争時の50代後半は日露戦争の時代に育ったことで日本は無敵という刷り込みがあり、高度経済成長期の指導層は日露戦争の頃に生まれ青春時代に関東大震災があり40歳前後で敗戦を迎えた世代、戦後経済ピーク時の指導層は関東大震災後に生まれ青春時代に敗戦を迎えた世代なのでまた慎重だったのではないかという説である[33]。

- 家電量販店業界で、売上トップの座を明け渡した企業が再びトップに返り咲くことはない[注釈 4][34]。
- 国内線を対象とした日本の貨物航空会社はこれまで日本ユニバーサル航空、オレンジカーゴ、ギャラクシーエアラインズがあるが、その全てが短命に終わっている[要出典]。
- タピオカが流行し、その流行が収束した頃に株価が暴落する[35][36]。
  - それぞれ流行が収束した1991年にバブル崩壊、2008年にリーマン・ショック[注釈 5]、2020年に新型コロナウイルス感染症の世界的流行に伴うコロナ・ショックが発生した[37]。

### 天候
農民、漁民などから生まれたジンクス。観天望気に基づく確率の高いものもある。
- 猫が顔を洗うと雨が降る（顔程度では降らないが、耳まで洗うと降るという人もいる）
- ツバメが低く飛ぶと、雨が降る[38]（これも曇天の時は上昇気流が起こらないので、餌になる虫が低空を飛ぶという裏付けがある）。
- 太陽の周りに暈（ハロ）がかかると雨が降る[39]。
- 暖冬が予測された年、暖冬だった年に局地的な豪雪被害が発生する（2014年の山梨豪雪、2018年の石川・福井豪雪etc）。

#### 漁業
- 水死体に遭遇すると豊漁が訪れる。水死体は『エビス』と呼ばれ海難者の遺体のみならず、クジラ・イルカ・サメ・トドのような海獣の亡骸も対象とされ、引き揚げられたのち手厚く葬られた。逆に、屍をぞんざいに扱うと病を患うなどの祟り神としての一面も持つという[40]。
- サンマが不漁になるとイワシが豊漁になる。（「貧乏秋刀魚に福鰯」とも言われる。）寒流に乗って泳ぐサンマが豊漁であると冷夏であることが多く、逆にイワシが豊漁である年は暖流の勢力が強く猛暑になりやすい。またそのことから、肥えたサンマが食卓に上るとコメが凶作になりやすいともいう[41]。
- 冬、激しい北西風・雨が降るとブリが豊漁になる（「鰤起こし」とも言われる。）[42]。

### エンターテインメント

#### 芸能
- 大物芸能人が結婚すると、発表当日またはその翌営業日の日経平均株価が暴落する[43]。→「ガッキーショック」を参照
  - 実例として、俳優の堀北真希と山本耕史が結婚発表（2015年8月22日）した翌営業日（8月24日）[注釈 6]の日経平均株価の終値は前週末よりも895円安、俳優の福山雅治と吹石一恵が結婚発表（2015年9月28日）した翌日（9月29日）[注釈 7]の平均株価の終値は前日比714円安[注釈 8]、俳優の北川景子とミュージシャンのDAIGOが結婚発表（2016年1月11日）した翌日（1月12日）[注釈 9]の平均株価の終値は前週末よりも479円安、2018年12月25日の早朝（午前4時）にスポーツ新聞がタレントの小倉優子が再婚する旨の記事を配信し、小倉も同日12時台に自身のブログにて再婚を報告した当日の平均株価の終値は前週末よりも1010円安といずれも平均株価が大幅に値下がりして取引が終了している[43]。
  - また、平均株価自体への影響は軽微であったものの、取引所自体の売買停止や他の金融市場での影響もジンクスの一つと解釈する見方もあり[45]、俳優の石原さとみが結婚発表（2020年10月1日）した翌日（10月2日）[注釈 10]の平均株価の終値は前営業日比155円安で取引を終えているが、結婚発表当日は東京証券取引所がシステム障害の影響で終日取引停止に[43][46]、俳優の新垣結衣と歌手の星野源が結婚発表（2021年5月19日）した翌日（5月20日）[注釈 11]の平均株価は前日比53円高で取引を終えているが[47]、結婚発表当日の仮想通貨市場では前日（2021年5月18日）に中国政府が暗号資産の取引を規制したことなどが影響し、仮想通貨の一つであるビットコインが一時14週間ぶりとなる4万ドルを割り込み、時価総額が1兆ドル減少する事態となった[48][49][50]。
- キングオブコントの決勝で2位だった芸人は翌年の大会では最下位に終わる（わらふぢなるお、うるとらブギーズ、ニューヨーク）。一方で、3位だった芸人は翌年優勝する（ジャルジャル、空気階段）。
- 大型女性アイドルグループにおける社会現象級の人気が終息した直後に必ずといっていいほど関連アーティストがブレイクする。
  - おニャン子クラブ→工藤静香 - 元々おニャン子クラブにおける会員番号38番の後期メンバー。
  - モーニング娘。→松浦亜弥 - モーニング娘。を母体とするハロー!プロジェクトのメンバーで、メンバーとして在籍中にブレイクした。
  - AKB48グループ→坂道シリーズ - AKB48グループの公式ライバルとして乃木坂46が作られた経緯があり、初期の頃にはメンバー同士の交換が行われていた。

#### テレビ・映画
- 日本テレビ『金曜ロードショー』において、スタジオジブリの作品が放映されると、株や為替市場が大荒れになる[51][52]。→「ジブリの呪い」を参照
- ジブリアニメ「の」の法則。
- タイタニックが放送される日は、読売ジャイアンツは敗れる。
  - 近年では2021年5月7日・14日に日本テレビで[53]、2023年6月24日・7月1日にフジテレビで同映画が放送されたが[54]、いずれも敗れている[55][56][57]。
- テレビ東京『ローカル路線バス乗り継ぎの旅』において、12月や1月に放送された回は失敗し、春に収録された回は成功する。
  - ローカル路線バス乗り継ぎの旅で、太川蛭子のオリジナルシリーズとZシリーズによるジンクス[注釈 12]。ローカル路線バス乗り継ぎの旅のジンクスはこの他にも、北海道や九州が舞台の回は成功し、秋田県・山形県や茨城県・千葉県や紀伊半島が舞台の回は失敗する、第2回は必ず失敗するというジンクスもある。
- テレビ東京『バスVS鉄道乗り継ぎ対決旅』や『路線バスで陣取り合戦』において太川チームに入ったアイドルグループのメンバーはそのアイドルグループを卒業する。
  - バスVS鉄道乗り継ぎ対決旅でバスチームに参加した荻野由佳（NGT48）と横山由依（AKB48）、路線バスで陣取り合戦で太川チームに参加した松井珠理奈（SKE48）と村重杏奈（HKT48）と高山一実（乃木坂46）は全員2021年にそのグループを卒業した。一方、鉄道チームに参加した中井りか（NGT48）と須田亜香里（SKE48。2022年時点でSKE48最年長メンバーかつ歴代SKE48でも最高齢）はそのグループに2022年5月現在も残留していたが、その須田が、2022年9月末での卒業を発表した為このジンクスが破れる事になった。
  - ローカル路線バス陣取り合戦や鬼ごっこ旅などで千葉県が舞台になると、太川チームは敗れる。一方、茨城県の回は太川チームの勝利で終わる。
- NHK総合テレビ『ブラタモリ』のロケ地で放送後に天災や人災が起きる（川越編の放送翌日に旧市街の一角で火災が発生。博多編で福岡市営地下鉄七隈線延伸工事に伴う発掘現場を訪れた翌年に博多駅前付近で同線工事現場の陥没事故が起きる[注釈 13]。熊本編の放送直後に熊本地震が発生、ロケでも訪れた熊本城など広範囲に被害。パリ編でノートルダム大聖堂前でロケを行った回の放送から2か月後には同大聖堂で火災発生など）[58][59]。
- フジテレビ系列が日本シリーズを中継するため、アニメ『サザエさん』の放送を休止した年はパ・リーグの球団が同シリーズを優勝（日本一）する[60]。
  - 実際に日本シリーズ中継のために『サザエさん』の放送が休止した事例は2023年時点で計10回あるが、このうちの8回でパ・リーグの球団が同シリーズの勝者となっている[注釈 14][60][61]。
- フジテレビのバラエティ番組『突然ですが占ってもいいですか?』の星ひとみによる芸能人への占いは当たりやすい[62]。
  - 特に、芸能人が薬物事件などにより逮捕される予言についてはさらに当たりやすい（例：永山絢斗[63]など）。
- 15年から16年周期で大ヒットアニメが出る。
  - 『鉄腕アトム』（1963年）→『宇宙戦艦ヤマト』（本放送は1974年だがヒットは1970年代後半）または『機動戦士ガンダム』（1978年）→『新世紀エヴァンゲリオン』（1995年）→『魔法少女まどか☆マギカ』（2011年）などが挙げられる[64][65]。

#### ランキング
- お笑いタレントが新語・流行語大賞を受賞すると、翌年消える[66][67]。→「新語・流行語大賞#お笑いタレントのジンクス」を参照
- 上半期（1月から6月の間）に流行した言葉は新語・流行語大賞の年間大賞にはなかなか選ばれない。
  - 「上半期に発生した社会現象は時間の経過により、忘れてしまうため」とされている。実際に2014年から2024年の間に年間大賞を受賞した上半期の流行語は2018年2月に開催した平昌オリンピックのカーリング女子日本代表（ロコ・ソラーレ）が使用した言葉「そだねー」と2024年1月から3か月間放送されたTBSテレビのドラマ『不適切にもほどがある!』の略称である「ふてほど」の2例のみである[68]。
- 芸能人及び政治家がベストマザー賞を受賞すると、その一部が不倫や不祥事といったスキャンダルを起こし、離婚する[69]（例・広末涼子、篠田麻里子、今井絵理子、蓮舫など）。→「ベストマザー賞#批判・不祥事」を参照

### スポーツ
- 2年目のジンクス - ルーキーイヤーに活躍した選手は2年目に成績が一時的に低迷するというもの。しかし、2010年代以降のプロ野球においては様々な理由からそのジンクスが覆されつつある[70]。

#### オリンピック
- オリンピックの日本選手団主将は金メダルを獲得できない[71][72]。
  - メダルを期待されていても入賞すら逃す、また失格になるケースもままある（古橋廣之進、村上幸史、山縣亮太 など）。
  - その一方で、モントリオールオリンピック、1984年ロサンゼルスオリンピック、ソウルオリンピック、バルセロナオリンピック、平昌オリンピック、2022年北京オリンピックでそれぞれ主将だった加藤澤男、山下泰裕、斉藤仁、古賀稔彦、小平奈緒、髙木美帆はそれぞれ個人種目で金メダルを獲得している[注釈 15]。また団体も含めれば1964年東京オリンピック、ミュンヘンオリンピックでそれぞれ主将だった小野喬、中村祐造が金メダルを獲得している。
  - 2008年北京オリンピックまでの10大会中5大会で柔道から選出されており、石井慧はロンドンオリンピックで主将に指名されることを拒否する発言をした[73][注釈 16]。
  - 2024年パリ大会では、「選手の負担軽減」として戦後初めて主将の設置を取りやめた[72]。

#### 大相撲
- 「弓取式」を務める力士は出世しない[74]。
  - 弓取り力士の最高記録は、小結まで上がった巴富士[74]。
- 土俵入りで「不知火型」を選んだ横綱は短命に終わる[75][76]。 - 「横綱土俵入り」を参照
  - しかし、例外として、第69代横綱・白鵬が、それまでの横綱在位期間最長記録だった第36代横綱・羽黒山の記録（12年3か月。羽黒山も不知火型である）など様々な記録を更新した上、2021年9月場所をもって引退するまで14年4ヵ月もの長期間横綱だった[76][77]。
- 43の呪い - 大相撲において連勝記録は43で止まるというジンクスがある[注釈 17][78]。
  - 40連勝以上を複数回記録した力士は、谷風、雷電、太刀山、白鵬の4人だけ（白鵬以外は休場、引分、預り、無勝負を含む）だが、いずれも43連勝で止まったことがある。
- 間垣株を襲名した親方は、スキャンダルや病気などで職務を全うできない[79]
  - 第二次大戦後から2025年までに、間垣を襲名した人物は11名いるが、停年を迎えたのは停年直前に名跡交換で間垣を襲名した22代のみであり、現役親方の20代間垣→17代時津風と23代を除いた残り8名は廃業・退職・死去といった形で相撲協会を去っている。

#### 野球
- 読売ジャイアンツがリーグ優勝した年、またはその翌年は景気が悪くなる。
  - 昭和50年代以降においては、巨人が優勝した年またはその翌年において、日経平均株価が大きく下落する年が重なっているというもの[80]。
  - 逆に、阪神が優勝した年ないしその翌年は株高になりやすくなる傾向にある[81]。
- 読売ジャイアンツは、寅年に優勝できない。また、「元号（和暦）の一の位が9の年」にも優勝出来ない（2007年以降は日本シリーズに出場出来ない）[82][信頼性要検証]。
  - セ・リーグでは1シーズン限りで消滅した西日本パイレーツを除けば唯一寅年に優勝出来ていない。なお、1リーグ制時代の1938年秋に優勝しているが、同年の優勝決定戦で春優勝の大阪タイガースにに4連敗を喫し[83]、年間優勝することができなかった[注釈 18]。また、元号の一の位が9の年にも日本シリーズに出場することは出来ないとされており、平成19年（2007年）にペナントレースで優勝するまでは（その後、クライマックスシリーズで中日に敗退した）ペナントレース優勝すら果たせていなかった。
  - いわゆるV9達成後、V10を逃したのは寅年である昭和49年であった[注釈 19]。
- 読売ジャイアンツで背番号7を付けた選手は不運に見舞われる[84]。
  - 最初に背負ったのは筒井修だったが、戦争により左手の親指以外の指を失って引退。また、次に背負った与那嶺要は川上哲治監督との確執の末、放出された。さらに、桑田武は無安打で戦力外となった上に、後に逮捕され、その次に着用した柴田勲も引退後に賭博で逮捕された[85]。その上、吉村禎章は試合中に大怪我し、引退後には女性スキャンダルも起きた。吉村の後に着用した二岡智宏、長野久義はいずれも女性スキャンダルと移籍を経験することとなる[85]。
- ホームスタジアム(東京ドーム)を分け合っていた日本ハムファイターズが札幌へ移転して以降、読売ジャイアンツは北海道日本ハムファイターズがパ・リーグ総合王者（クライマックスシリーズ制覇）にならなければ、日本一になれない。
  - 2004年の日本ハム北海道移転以降、巨人は2度日本一に輝いているが、日本シリーズの相手はともに日本ハムだった。
- 2リーグ制導入以降、西暦の末尾が5の年は必ず在阪・元在阪球団がリーグ優勝を決めている（南海→南海→阪急→阪神→オリックス→阪神→ソフトバンク）[86][87]。
- 阪神タイガースは西暦で末尾7の年は不調になりやすい。
  - 平成以前は西暦4桁で7の倍数年（昭和・平成とも7の倍数年でもある）は不調になりやすいジンクスだったが、令和初の西暦4桁7の倍数年の2023年は西暦4桁7の倍数年で初めてリーグ優勝はおろか38年ぶりの日本一を達成し、ジンクスを破った。
- 阪神タイガースは全国高等学校野球選手権大会の開催中は成績が悪くなる。
  - →死のロードを参照。
- 阪神タイガースがAクラスに入った年は北海道日本ハムファイターズはBクラスになりやすく、日本ハムがAクラスの年は阪神がBクラスになりやすい。
- マーティ・ブラウン監督（元広島東洋カープ・東北楽天ゴールデンイーグルス監督）が退場すると勝つが[88]、翌試合は負ける[89]。
  - →マーティ・ブラウン#度重なる退場処分を参照
- 千葉ロッテマリーンズで選手の応援・記念弁当を作ると、その後故障や成績不振に見舞われる。
  - →弁当の呪いを参照。
- 千葉ロッテマリーンズは暖冬の年はAクラス、寒冬の年はBクラスになりやすい。
  - ロッテは2005年、2010年に日本一となったがいずれも暖冬であった。また、近年では2020年と2021年が暖冬であったが、いずれも2位だった一方で、寒冬だった2018年と2022年はいずれも5位に終わった。
- 週刊ベースボールに特集された選手・チームはプロ・アマ問わず不調に陥りやすくなる（週ベの呪い）[90][91]。
  - なお、そのジンクスは週刊ベースボールの記者の耳にも届いており、SNS上で言及したこともある[92]。
- 東北楽天ゴールデンイーグルスの試合後イベントでファンキー加藤（FUNKY MONKEY BΛBY'S）がゲスト出演する日の試合は楽天が負ける[93][94]。2022年にゲスト出演した試合（対オリックス・バファローズ戦）で楽天が勝利したのでこのジンクスは止まった[95]。
- （近鉄・オリックス）バファローズは日本一になれない[96]。
  - 近鉄バファローズ→大阪近鉄バファローズは1979年、1980年、1989年、2001年にリーグ優勝し[注釈 20]、日本シリーズに進出しているが、いずれもセントラル・リーグ優勝チームに敗退し[注釈 21]、日本一になれなかった[97]。2004年の球界再編に伴い、オリックス・ブルーウェーブと近鉄が合併したため、オリックスがバファローズの名を受け継ぐことになり、オリックス・バファローズが誕生[98]。オリックスは2021年にリーグ優勝かつクライマックスシリーズを制し、日本シリーズに進出したが、セ・リーグ優勝チームである東京ヤクルトスワローズに敗れたため、日本一にはならなかった[99]。2022年もリーグ優勝かつクライマックスシリーズを制し、日本シリーズに進出。同シリーズの対戦相手は前年と同じヤクルトであったが、4勝2敗1引き分けで日本一となり、このジンクスを破った[100]。
- オリックス・バファローズと横浜DeNAベイスターズは日曜日に開催される試合には弱い（魔の日曜日）[101][102]。
  - オリックスの「魔の日曜日」は合併前のブルーウェーブ時代から言われており、2002年から2003年の日曜日は1引き分けを挟んで23連敗したケースもある。2003年にオリックスの監督を務めたレオン・リーは「日曜は帽子の色を変えようと」と発言した（サンデーユニフォーム戦略）[101]。
- 中日ドラゴンズがセ・リーグ首位な年は阪急→オリックスがパ・リーグ最下位になりやすく、逆に阪急→オリックスがパ・リーグ首位の年は中日がセ・リーグ最下位になりやすい。
  - 特に2022年と翌2023年は顕著で、オリックスが連覇を達成したその裏で中日が球団初の2年連続最下位となった[103][104]。
- 中日ドラゴンズが優勝するとその翌年は政変が起こりやすい[84]。
  - 中日が初優勝した1954年の12月に吉田茂内閣が総辞職して以降、中日が優勝した年にはその前後で内閣総辞職が起きる。特に優勝した1999年の翌年2000年には小渕恵三首相が急逝するという出来事があった[84]。
  - 唯一2004年は内閣総辞職が起きなかったが、プロ野球再編問題が起きた。
- 中日ドラゴンズで背番号70を着用した選手は戦力外となる。
  - 2006年の鳥谷部健一から始まり、三澤興一、中里篤史、佐藤充と、背番号70を与えられた選手が、次々と着用年に戦力外通告を受けた[105]。
  - 当時、落合博満が監督だったが、落合の背番号へのこだわりは強く、背番号70の選手は「戦力外の一歩手前」という考えがあったのでは指摘されている[105]。落合が去って以降は谷哲也、近藤廉などが着用しているが、両者ともに1年で戦力外とはならず、ジンクスは消えた[106]。
- 横浜ベイスターズで背番号「19」を着用した選手は大成できない（背番号19の呪い）[107]。
  - 球団名が「横浜大洋ホエールズ」だった1991年、当時背番号19を着用していた中山裕章が強制わいせつ罪で逮捕され（その後退団）、以降2015年にこの番号を付けた山﨑康晃が1年目からクローザーとして活躍するまでの20年以上、出世できない背番号と忌み嫌われた。但し、中山の退団後、それまで球団内で半ば欠番と看做されていた19番をつけた小桧山雅仁は「事件のことは気にしない」と発言している[107]。
- 東京ヤクルトスワローズで背番号11を着用した選手は故障に悩まされる[108]。
  - 過去に着用した荒木大輔、伊藤彰、由規、奥川恭伸らが故障で長期離脱している[108]。
- 新人監督が就任してレギュラーシーズン開幕から4連勝以上すると却って優勝を逃しやすく、5連勝以上すると優勝出来ない。
  - 新人監督でレギュラーシーズン開幕から4連勝以上した者は2022年時点で史上14人いるが[注釈 22]、そのうちシーズン優勝を果たしたのは2人、いずれも4連勝した1981年藤田元司（巨人）と2002年伊原春樹（西武）のみで、それ以外の12人、特に5連勝以上した4人はいずれも優勝を逃している[109]。そのうち、開幕6連勝した1979年の梶本隆夫（阪急）については、年間勝率では1位になりながらもプレーオフで近鉄に敗退し、開幕8連勝の日本プロ野球記録を持つ2022年の藤本博史（ソフトバンク）についてはオリックスと勝敗勝率が同じながら直接対決の成績で劣ったため、いずれも優勝を逃している。
- レギュラーシーズンを負け越すと、日本シリーズに進出できない[110]。
- 25年振りにリーグ優勝したチームは翌年も優勝する。
  - 2007年の日本ハム、2017年の広島、2022年のオリックスが25年振りにリーグ優勝した前年に引き続きリーグ優勝を達成。なお、広島は2018年、オリックスは2023年も優勝してリーグ3連覇を達成した。
- 最優秀中継ぎ投手は野球殿堂入りできない。
  - 2024年には複数回最優秀中継ぎ投手を獲得した浅尾拓也、岩瀬仁紀、山口鉄也が候補入りするも、殿堂入りを逃した[111]。
- サザエさんの法則→先述参照
- WBCで日本代表が優勝すると、その年の福岡ソフトバンクホークスは3位に終わる。
  - 2006年、2009年、2023年と日本代表は優勝したが、そのいずれの年でもソフトバンクは3位だった。
- 福岡ソフトバンクホークスのクライマックスシリーズの相手が埼玉西武ライオンズならそのシリーズを制する。
  - これまでCSでソフトバンク対西武となったのは5例あるが、いずれもソフトバンクが勝利している[112]。
- 2008年以降のクライマックスシリーズのファイナルステージにリーグ優勝球団のアドバンテージ1勝分を導入して4勝制6本勝負になって以降ファイナルステージの最終戦の第6戦までに縺れ込んだリーグが日本一になることが多い[要出典][注釈 23]。
- 令和以降、連覇しているチームが優勝を逃した場合、Bクラスに落ちることが多い[113]。
  - 2016年から2018年まで3連覇した広島東洋カープは令和が始まった翌年の2019年に4位、2017年から2020年まで4年連続日本一を記録した福岡ソフトバンクホークスは翌年の2021年に4位、2021年と2022年に2連覇した東京ヤクルトスワローズは翌年の2023年に5位、2021年から2023年に3連覇したオリックス・バファローズは翌年の2024年に5位に終わった。
- セ・リーグは東京ヤクルトスワローズ、中日ドラゴンズに所属した選手は候補一年目で殿堂入りできない[114]。
- PL学園出身の選手が監督に就任したチームは低迷する。最高順位は平石洋介の3位[115]。
- 2020年以降パ・リーグの新人王は埼玉西武ライオンズかオリックス・バファローズしか輩出できない。
- 埼玉西武ライオンズはライオンズカラーを「レジェンドブルー」に変えてからクライマックスシリーズで勝てない。（ライオンズブルーの呪い）[116][117]
- 中日ドラゴンズは落合博満が監督を退任してから一度も優勝できない。Aクラス入りは2012年と2020年のみ。[要出典]

##### 高校野球
- 夏の甲子園で花咲徳栄に勝った学校は優勝しやすい[118]。補足として、2015年から18年までの4年間は、花咲徳栄に勝ったチームまたは3回戦までの同じ組の勝者（開幕前の抽せん会で3回戦までの組み合わせが決まる2017年以降）が必ず決勝戦に勝ち上がっていた。第99回大会(2017年)は花咲徳栄が初優勝。第100回大会(2018年)で花咲徳栄は2回戦で横浜に敗れたが、横浜を破りこの組を制した金足農が決勝戦に、第101回大会(2019年)の初戦で花咲徳栄に勝った明石商は準決勝に進出し、第106回大会(2024年)の初戦で花咲徳栄に勝った新潟産大付を2回戦で破った京都国際は初優勝を果たした。
- 夏の甲子園の3回戦で富山代表の高岡商に勝った大阪勢は優勝する（第69回大会のPL学園、第100回大会の大阪桐蔭、第101回大会の履正社）[119]。
- 優勝旗は白河の関を越えない - 日本の高校野球で言われている、東北地方・北海道勢は優勝できないというジンクス[120]。しかし2004年夏、第86回選手権大会で南北海道代表の駒大苫小牧が、2022年夏、第104回選手権大会で宮城代表の仙台育英がそれぞれ初優勝し、100年以上の歴史上初めてこのジンクスが破られた。秋田魁新報は107回（2025年）選手権秋田大会で鹿角が準優勝（代表は金足農）した際に気象区分の北秋鹿角地域（北秋田郡・鹿角郡）から夏の甲子園の代表校が出ない[121]ことをかつて山本郡（二ツ井町）と北秋田郡（七座村）を隔てていた[122]きみまち阪と白河の関を重ね合わせ「きみまち阪越え」と紹介した。
- 夏の甲子園で出場校が奇数の大会におけるしんがり校（『49番くじ』）は勝てない - 49代表制になった第60回大会以降、56代表制だった第100回大会を除く46大会でしんがり校の初戦戦績は11勝35敗（勝率.239）であり、2勝以上したのも第88回大会でベスト4に進出した鹿児島工のみである。第103回大会（2021年）で優勝した智弁和歌山も、翌年の第104回大会で『49番くじ』を引き最後の登場となり、初戦で国学院栃木に敗れている（智弁和歌山が優勝した第103回大会にて、同校は対戦相手の宮崎商が出場辞退したため、『49番くじ』こそ引いていないが結果的にしんがり校として登場した）。なお『49番くじ』が勝てない原因を「予選の疲れはとれても間が空きすぎて調整が難しい上、相手は勝ち上がりで心身ともにいい感じでくる」と分析し、根拠のない迷信とは異なるとする高校野球指導者の意見がある[123]。
- 愛工大名電は夏の甲子園で勝てない - 予選の参加校数が全国最多の激戦区である愛知代表として15度出場していながら、11度初戦で敗退している[124]。
- 大阪桐蔭は甲子園で負けた相手には二度と負けない - 春夏9度の甲子園制覇を誇る大阪桐蔭が2023年までに喫した16敗は全て別の相手だったことで存在していたジンクス。しかし、同じ近畿の名門で西谷浩一監督の母校でもある報徳学園が2023年春の準決勝で大阪桐蔭に勝利すると、翌2024年春の準々決勝でも同校に勝利し、このジンクスは破られた[125]。
- 大阪桐蔭は甲子園の決勝で負けない[126]
  - 大阪桐蔭は春夏通算9度、決勝進出しているが1度も負けていない。大阪桐蔭以外に春夏を通じて3度以上の決勝で決勝で負けたことがない高校は、4戦全勝の箕島、3戦全勝の天理、作新学院がある[126]。
- 神宮・センバツで優勝し、選手権で高校3冠を狙うチームは選手権全国大会準々決勝で第3試合に入れば負ける - 第104回(2022年)選手権大会では準々決勝第3試合に入った神宮・センバツ2冠の大阪桐蔭が下関国際に、第107回選手権大会では準々決勝第3試合に入った神宮・センバツ2冠の横浜が県岐阜商に敗れ、高校3冠を逃した。2025年現在、神宮・センバツ・選手権の3冠は松坂大輔を擁した1997-98シーズンの横浜しか達成していない。

#### 競馬
- 的場文男騎手は東京ダービーに勝てない。
  - 過去27回挑戦し未勝利。最高位が2着。これが8回繰り返されている。「南関東の七不思議（のひとつ）」と言われている[127]。
- 弥生賞ディープインパクト記念で優勝した馬は皐月賞では勝てない[注釈 24][128]。
- 武豊が有馬記念に出場しなかった翌年は震度7を記録する大地震が起こりやすい（阪神・淡路大震災・東北地方太平洋沖地震（東日本大震災）・熊本地震）[注釈 25]。なお、2024年の元日に発生した能登半島地震の前年はドウデュースで勝利している。
- プリンシパルステークス・青葉賞[130]を使うと日本ダービーでは勝てない。
- 主戦騎手からの乗り替わりがあった馬は日本ダービーでは勝てないと言われていたが[131]、2023年の日本ダービーでダミアン・レーン騎手がテン乗りで騎乗したタスティエーラで勝利、1954年以来69年ぶりに乗り替わりのあった騎手としての勝利となった[132]。
- 日本ダービーを制すると、その年のジャパンカップで敗れる[注釈 26]。
- 無敗で三冠を達成すると、次走で敗れる。
  - 1984年のシンボリルドルフはジャパンカップで3着・2005年のディープインパクトは有馬記念で2着・2020年のコントレイルとデアリングタクトはジャパンカップでアーモンドアイに敗れている（コントレイルは2着・デアリングタクトは3着）。なお地方競馬の南関東クラシック三冠ではあるがこれを2023年に無敗で達成したミックファイアは次走のダービーグランプリに勝利している。
- ドバイワールドカップミーティングを勝つと、その年の宝塚記念では勝てなかったが、2023年宝塚記念でイクイノックスが勝利したので[133]、このジンクスは破られた。
- 牝馬三冠を達成すると、宝塚記念では勝てない[注釈 27]。
- 3歳までに活躍したエピファネイア産駒の競走馬は古馬になると成績が伸びなくなる傾向にある。
  - 一例としてデアリングタクトは無敗で牝馬三冠を達成した後は1度も勝つことが出来ず引退している[134][135]。また、エフフォーリアも3歳時にG1を3勝を挙げ2021年年度代表馬に選ばれたが古馬初戦となった大阪杯では9着と大敗を喫し[136]、その後も1勝することなく引退している[137][138]。
- コントレイルの2着になった馬はG1を勝てない。
  - コントレイルの2着になった馬は6頭おり、その内4頭はコントレイルと対戦後に重賞を勝利しているが、いずれもG1級競走では敗北している。
- 霜降り明星の粗品が自身のYouTubeチャンネルで本命に選んだ競走馬は尽く勝てない[139]。（通称：粗品の呪い[140]）
  - 2022年6月5日に行われた安田記念で本命馬で選んだソングラインが優勝して的中し、このジンクスは破られ[139]、2023年には2週連続G1的中するなどしている[141]。
  - なお、粗品は払い戻し金を寄付することが多いが[142][143]、2024年にその行動を批判した元騎手が逮捕された際に「粗品の呪い」と話題になった[144]。
- 平成以降、西暦の下一桁が9の年の有馬記念は同年の宝塚記念を制した馬が勝つ。
  - 1989年にイナリワンが、1999年はグラスワンダー、2009年はドリームジャーニーが、2019年はリスグラシューがそれぞれ有馬と宝塚を同年中に制している。なおグラスワンダーは前年の1998年にも有馬記念を制覇している。
- 21世紀に入ってから関東（美浦所属）の馬は大阪杯に勝てない[145]。
- ディープインパクト産駒は平地の芝3000m以上で勝てないと言われていたが、2016年にサトノダイヤモンドが菊花賞を制した為このジンクスは破られている[146]。
- 東京優駿優勝馬は海外のG1を勝てないとされていたが[147]、シャフリヤールとダノンデサイルがドバイシーマクラシックで勝利するなどジンクスは破られつつある[148]。

#### サッカー
- 前田の呪い - 前田遼一がシーズン初ゴールを決めた相手チームは、必ずJ2降格となる（前田遼一#ジンクス）。デスゴールなどとも呼ばれる。
  - 2007年 - 2012年まで、6年連続で起こった。対象チームは2007年ヴァンフォーレ甲府、2008年東京ヴェルディ、2009年ジェフ千葉、2010年京都サンガ、2011年モンテディオ山形、2012年ガンバ大阪[149]。2012年11月30日放送のNHKおはよう日本のスポーツコーナーなど、ガンバ大阪のJ2降格が現実味を帯びるにつれ、取り上げられる機会が多くなった。
  - なお、2013年のシーズン初ゴールを決めた相手は浦和レッズだったが、浦和は残留し、ジンクスは破れた。逆に前田の所属するジュビロ磐田がJ2降格となった。
  - 2014年、磐田はJ2での戦いとなり、前田はカマタマーレ讃岐相手にゴールを決めたが、讃岐はJ2に残留した。2015年は、前田がFC東京に移籍し、浦和レッズ相手にシーズン初ゴールを決めたが、浦和も残留。2016年はベガルタ仙台相手にシーズン初ゴールを決めている。しかし、仙台も残留となった[150]。
- サッカー日本代表で背番号1を付けたゴールキーパーはFIFAワールドカップのピッチに立てない[151]。
  - 2014年のワールドカップで川島永嗣が全試合に出場し、このジンクスを破った。
- サッカー日本代表が初出場した1998 FIFAワールドカップ以降、日本代表はグループリーグ敗退と決勝トーナメント進出を交互に繰り返している。具体的には8の倍数年の2年前の大会（1998年、2006年、2014年の大会）ではグループリーグで敗退し、2年後の大会（2002年、2010年、2018年の大会）では決勝トーナメントに進出している[152]。しかし、2022年の大会でドイツとスペインに勝利して決勝トーナメントに進出したことで、このジンクスは破られた。
  - この他、1998年から2014年までは、その年の冬季オリンピックで日本選手が金メダルを取ると、日本代表はグループリーグで敗退するというジンクスも存在した。
- 日本がワールドカップ本大会に出場した1998年以降、日本と対戦したチームはその年のワールドカップで優勝できない[注釈 28]。
- 1993年以降に生まれた日本代表選手はアジアの大会で勝てない世代である。
  - しかし2016年1月26日、リオデジャネイロ五輪アジア最終予選を兼ねたU-23アジア選手権の準決勝でイラクを破って五輪出場を決め[153]、4日後の決勝でも韓国を破って同大会に優勝し[154]、ジンクスを破った。
- アビスパ福岡は5年に1度J1に昇格し、翌年J2に降格する - 2001年に初のJ2降格が決まって以来、福岡がJ1で戦った年は2006年、2011年、2016年といずれも降格し「5年に1度」が継続していた[155]。しかし2021年はJ1残留を決め、2001年以降続いた降格の「5年周期」ジンクスを破った。
- 全国高等学校サッカー選手権大会において、昌平と桐光学園は同時に出場できない。また、昌平が初出場を果たした2014年から2023年までは両校のうち必ずどちらか一方は出場を果たしてきたが、2024年は両校ともに県大会で敗退した。

#### その他の競技
- B.LEAGUEのプレーオフである、Bリーグチャンピオンシップで、レギュラーシーズン最高勝率を達成したチームは優勝できない[156]。
  - 2024-25シーズンでレギュラーシーズン最高勝率の宇都宮ブレックスが優勝したことによりジンクスは破られている[157]。
- 青山学院大学陸上競技部の長距離ブロック主将は4年時に箱根駅伝の出場を逃す[158]。
- 青山学院大学は箱根駅伝で、原晋監督がaの母音で始まる名称の大作戦を発表した時に優勝する[注釈 29][159][160]。
- 大学ラグビーにて、早明戦で勝った大学は大学選手権での再戦には勝てない[161]。

### 将棋
- 竜王戦1組優勝者は挑戦者になれない - 2011年に丸山忠久が挑戦者になったことで破られた。詳細は竜王戦#エピソードを参照。
- 将棋の格言

## 日本以外のジンクス

### 天候
- 朝焼けは雨の予兆。夕焼けは晴れの予兆[注釈 30]（ただし西の晴天は東へ移るという根拠がある）[38]。

### 災難
- 黒猫が前を横切ると災厄に見舞われる（一方、イギリスでは黒猫は幸運の象徴とされる）。
  - 例としてはメジャーリーグのシカゴ・カブスが1969年9月9日のニューヨーク・メッツ戦でネクストバッターサークルにいた主将のロン・サントの後ろを黒猫が横切り、その試合を落としたのをきっかけとして、その後大失速し、最大8ゲーム差をひっくり返されリーグ優勝を逃したことなどが挙げられる（The Black Cat）[162]。

### ロシア
- ロシア革命以降の旧ソ連・ロシアの最高権力者は、頭髪の薄い人物と頭髪の多い人物が入れ替わりに就いている。→「つるふさの法則」
- ロシアで人に物を贈る際に刀や刃物などは縁が切れるとされ縁起が良くない。
- 八月の呪い（英語版） - ロシアに関連する大事件は8月に発生するということをこう呼ぶ[163]。8月クーデター（1991年）、1998年のロシア国債デフォルト、オスカー型原子力潜水艦の沈没事故（2000年）、2004年ロシア航空機爆破事件、南オセチア紛争におけるグルジア軍の南オセチア侵攻（2008年）など[163][164]。

### スポーツ

#### メジャーリーグベースボール
- ベーブ・ルースを放出したボストン・レッドソックスはワールドシリーズで優勝できない（バンビーノの呪い）。しかし2004年にワールドシリーズを制覇し、ジンクスは破られた。
  - →バンビーノの呪いを参照。
- シカゴ・カブスはリーグ優勝・ワールドシリーズ出場ができない（ヤギの呪い）。しかし2016年にリーグ優勝・ワールドシリーズ進出を果たし、さらにワールドシリーズを制覇したことでジンクスは破られた[165][166][167]。
  - →シカゴ・カブス#ビリー・ゴートの呪い、リグレー・フィールド#ヤギの呪いを参照。
- シカゴ・ホワイトソックスは2005年にワールドシリーズを制覇するまで、「ブラックソックスの呪い」というジンクスも存在した。
  - →ブラックソックス事件、シカゴ・ホワイトソックス#ブラックソックス事件を参照。
- キャプテンエディーの呪い
  - サンフランシスコ・ジャイアンツが長くワールドシリーズ制覇から遠ざかっていたのは、20世紀初めに同球団でプレーしていたエディー・グラント（キャプテンエディー）の呪いではないかと噂されていた。第一次世界大戦で戦没したグラントの飾り額を当時の本拠地、ポロ・グラウンズに掲げていたが、サンフランシスコ移転時に飾り額が盗まれるとチームも低迷し、その後2006年に現本拠地のオラクル・パークに飾り額の複製が付くと、その4年後に長らく遠ざかっていたワールドシリーズ制覇を達成した[168]。
- 名選手、名監督にならず[169] - 選手時代に活躍したり著名になった者が、指導者としても優れているとは限らない。
  - 但し、現役時代は10年以上レギュラー選手として活躍しながら引退後に監督として5球団で地区優勝を経験したダスティ・ベイカーや、殿堂入りも果たした名選手であったポール・モリターが2017年にはアメリカンリーグの最優秀監督賞に選出されるなど「絶対」ではない。
  - そもそも日本のプロ野球と異なり、MLBでは名選手即ち現役時代に多く金を稼いだ人物が監督になること自体が稀である。MLBの監督を務める人物はMLBで大成できなかったが人間性や戦術眼を買われてマイナーリーグの監督などを務め、そこで名を上げたことでチャンスを掴んだ謂わば「叩き上げ」であることが多い。中にはバック・ショーウォルターやジム・リーランド、ジョー・マドンの様に選手としてMLBへの昇格経験自体がないがMLBの最優秀監督賞に複数回選出されている人物もいる。
- リーグチャンピオンシップシリーズを4連勝で突破すると、ワールドシリーズでは勝てない。
  - リーグチャンピオンシップシリーズが4戦先取制になった1985年以降、4連勝で突破した8チーム（2017年現在）のうちワールドシリーズを制覇したのは1995年のアトランタ・ブレーブスのみである[170]。
- アメリカ合衆国大統領選挙の年のワールドシリーズで、アメリカンリーグ所属チームが勝てば共和党が、ナショナルリーグ所属チームが勝てば民主党が勝利する確率が高い[171]。

#### サッカー
- FIFAワールドカップにおいて前年にバロンドールを受賞した選手を擁する国は優勝できない（「バロンドールの呪い」）。
  - しかし、2021年受賞のメッシ擁するアルゼンチンが2022年カタール大会で優勝し、ジンクスは破られた。ただし、2022年大会は当年のバロンドール発表後に開催されており、同年のバロンドーラーカリム・ベンゼマ擁するフランスは決勝でアルゼンチンに敗れたため、直近のバロンドールを受賞した選手を擁する国は優勝できないというジンクスは続いている。
- ワールドカップでは、欧州で開催された大会では欧州のチームが優勝し、それ以外で開催された大会では南米のチームが優勝する。このジンクスは1958年スウェーデン大会[注釈 31]・2010年南アフリカ大会[注釈 32]・2014年ブラジル大会[注釈 33]を除けば、現在も継続中である[注釈 34]。
- ペレのW杯優勝予想は外れる[172]。また、ペレが躍進をすると予想した若手は伸び悩む。
- FIFAワールドカップ優勝国は次回大会で苦戦する。
  - 過去連続優勝は1934年イタリア大会・1938年フランス大会を連覇したイタリアと、1958年スウェーデン大会・1962年チリ大会を連覇したブラジルの2カ国のみだが、その両国も連覇の次の大会（ただしイタリアは第二次世界大戦による中断を挟んだ1950年ブラジル大会）ではいずれもグループリーグ敗退に終わっている。特に近年、2006年ドイツ大会優勝のイタリアが2010年南アフリカ大会でグループリーグ敗退に終わって以降、3大会連続で前回大会優勝国のグループリーグ敗退が続いていた[173]。
  - しかし、2022年カタール大会で、前回大会優勝したフランスがグループリーグを突破し、最終的には準優勝を果たしたため、このジンクスは破られた。
- FIFAワールドカップで、韓国はグループステージ第2戦で勝ったことが無い。
- ワールドカップにおいて、1次リーグを2位または3位で通過したチームは、優勝しにくい。優勝したのは1954・74年の西ドイツ、1978年のアルゼンチン、1982年のイタリアで、いずれも1次リーグを2位通過している。ただし、1954年以外はいずれも2次リーグが存在しており、2次リーグは1位通過している[注釈 35]。
- ワールドカップにおいて、開催経験がない国は優勝しにくい[注釈 36]。
- 直近の欧州選手権を制したチームはワールドカップで優勝しにくい[注釈 37]。優勝したのは1974年西ドイツ、2010年スペインの2回のみである。
- イギリスのロックバンド・ザ・ローリング・ストーンズのボーカルミック・ジャガーがワールドカップで応援したチームは負ける。
  - 2010年南アフリカ大会ではミックが応援した母国のイングランドをはじめ、アメリカ、ブラジルが相次いで負けた。
  - 2014年ブラジル大会でもポルトガルやイタリア、イングランドが敗退し、ブラジル人の家族と観戦した準決勝ではブラジルがドイツに歴史的大敗を喫した（ミネイロンの惨劇）。試合後、一部メディアがブラジルの惨敗をミックのジンクスと結びつける報道を行っている[174][175][176]。
  - 2018年ロシア大会でもミックが準決勝・イングランド対クロアチアを現地観戦し、イングランドが敗れている[177]。なおこのジンクスは本人公認であると考えられ、ワッツと出演したモンティ・パイソンのスケッチ映像はジャガーが贔屓にしているサッカーチームが負けて悔しがるような描写から始まる[178]。

#### オリンピック
- フィギュアスケート女子は、新採点システム導入以降、ショートプログラムで3位以内に入った選手がそのままメダルを獲得する。
  - しかし、2022年の北京大会で、ショートプログラム1位だったカミラ・ワリエワ（ROC（英語版、フランス語版、中国語版））は、自身のドーピング騒動から調子を崩し、フリースケーティングで5位と苦しみ、総合4位となってメダルを逃し、このジンクスは破れた。
- モーグル男子で、予選2回目に回ると、メダルを獲得できない。しかし北京大会で堀島行真がジンクスを破った。

- スピードスケート男子500mで、前年の世界距離別選手権を制すると、翌年の冬季五輪で金メダルを獲得できない。
  - 1997年の堀井学は長野大会で13位。
  - 2001年の清水宏保はソルトレークシティ大会で銀メダル。
  - 2005年の加藤条治はトリノ大会で6位。
  - 2009年の李康奭はバンクーバー大会で4位。
  - 2013年の牟太釩はソチ大会で4位。
  - 2017年のヤン・スメーケンスは平昌大会で10位。
  - 2021年のラン・デュブルイユは北京大会で4位。

#### その他
- 世界選手権自転車競技大会で優勝しマイヨ・アルカンシエルを獲得した者は、翌年不振に陥ったり不幸に見舞われる（マイヨ・アルカンシエル#アルカンシエルの呪い）。
- マスターズ・トーナメントのパー3コンテストで優勝した選手は、マスターズ本戦で優勝できない[179]。
- マッデンNFLでパッケージの表紙を飾った選手は大ケガをするかスランプに陥る。→マッデンの呪い
- NBAプレーオフで開幕3連敗すると、シリーズを突破できない[180][181]。
- 凱旋門賞で、以下の馬は勝てない。
  - 前走から3か月以上開けた馬
  - 英セントレジャーステークスを勝った３歳馬
  - 大外枠でゲートインした馬
  - 日本を含む欧州以外で調教された馬[182]

### その他
- 中国語や韓国語でも、日本同様数字の『4』は『死』を連想させる忌み数として避けられる。中国語（『スー（si）』）、韓国語（『サー（사、sa）』）でも、『四』と『死』の発音が同じためだとされる。
  - 麻雀のスーカンツ（四槓子）は、中国では死棺子＝棺桶と同じ発音になるため、「槓々和（カンカンフー）」と言い換えられている[183]。
- 中華民国（台湾）のフラッグ・キャリアであるチャイナエアライン（中華航空）は、1994年に発生した中華航空140便墜落事故（死者264人）以降、4年ごとに200人以上の犠牲者を出す大事故を起こす（華航四年大限）と言われた。実際に140便の事故以降、1998年に676便墜落事故（死者203人）を、2002年に611便空中分解事故（死者225人）を起こしたが、次の2006年には事故は起きず、翌2007年に起きたチャイナエアライン120便炎上事故では、乗員乗客全員が避難して犠牲者は出なかった。この120便の事故以降、チャイナエアラインは2025年現在に至るまで死亡事故を1件も起こしていない。
- 「交響曲第9番」を作曲すると死ぬ。→「第九の呪い」
- 西暦で20の倍数の年に実施される選挙で選出されたアメリカ合衆国の大統領は、暗殺や病死などで任期を完うできない。→「テカムセの呪い」
- ジミー・カーターと会談した独裁者はそれから間もなくして亡くなる[184]。レオニード・ブレジネフ、朴正煕、金日成らがあたる[184]。
- 11月9日には、ドイツの歴史を変える大事件が起こる。→「運命の日」
- 11月には韓国の芸能界を揺るがす出来事が起こりやすい。→「11月の怪談」
  - 1968年11月10日に歌手のチャ・ジュンラクが27歳で亡くなったことから始まったと言われ、1987年にユ・ジェハが、1995年に人気グループ「DEUX」のキム・ソンジェが、それぞれ11月に不慮の死を遂げるなどしており、以降この時期には韓国芸能界を揺るがす大事件が度々起きているため[185]。
  - ただし近年では、2016年6月にJYJのユチョンへの告訴や、女優キム・ミニと映画監督ホン・サンスの不倫騒動が立て続けに発生し、「6月の怪談」と呼ばれたり、11月前後にも芸能人の急死が相次いだことから「冬の怪談」とも呼ばれている。[185]
- 影響力のあるミュージシャンは27歳で急死する。主にロバート・ジョンソン、ブライアン・ジョーンズ、ジミ・ヘンドリックス、ジャニス・ジョプリン、ジム・モリソン、カート・コバーンが挙げられ、彼らは27歳クラブ（通称「愚者のクラブ」）と呼ばれる。2011年にはエイミー・ワインハウスが、やはり27歳で急死した。
- 800年周期で東西文明の盛衰が入れ替わる（文明800年周期説、歴史学者の村山節が提唱）[186]。
- 進水式で酒瓶をきちんと割れなかった艦船は遭難する（K-19 (原子力潜水艦)の事例）